# فينغ جينغ
فينغ جينغ (بالصينية: 冯劲) (14 أغسطس 1993 بتشونغتشينغ في الصين - ) هو لاعب كرة قدم صيني في مركز الوسط. لعب مع نادي تشونغتشينغ ليانغجيانغ.

## وصلات خارجية
- فينغ جينغ على موقع ناشيونال فوتبول تيمز (الإنجليزية)
- فينغ جينغ على موقع Soccerway.com (الإنجليزية)